# Sveti Čežarji
Sveti Čežarji (v italijanščini: San Cesario diacono) je krščanski svetnik. 
Čežarji je krščanski mučenec in eden diakonov prvotne skupnosti v Afrika. 
Bil je umrl v 107 p. Kr. (vržen v morje) v mestu Terracina, blizu Rima, za protest proti poganskim obredom.
Praznik svetnika je 1. november.
Ime kraja Čežarji je povezano z Sveti Čežarji.
1. ↑  Caesarius Diaconus, testi e illustrazioni di Giovanni Guida, [s.l.: s.n.], 2015
2. ↑  De Smedt C. -Van Hoof G. - De Backer J., Acta sanctorum novembris, tomus I, Parisiis 1887
3. ↑  Ex ossibus S. Caesarii: Ricomposizione delle reliquie di San Cesario diacono e martire di Terracina, testi ed illustrazioni di Giovanni Guida, [s.l.: s.n.], 2017